# ثيلما موس
ثيلما موس (بالإنجليزية: Thelma Moss)‏ هي عالمة نفس أمريكية، ولدت في 6 يناير 1918، وتوفيت في 1 فبراير 1997.

## وصلات خارجية
- ثيلما موس على موقع IMDb (الإنجليزية)
- ثيلما موس على موقع قاعدة بيانات برودواي على الإنترنت (الإنجليزية)
- ثيلما موس على موقع قاعدة بيانات الفيلم (الإنجليزية)